# Région centrale (Malte)
Pour les articles homonymes, voir Région centrale.
La région centrale (en maltais : Reġjun Ċentrali, en anglais : Central Region) est une subdivision administrative de Malte, dont le siège est San Ġwann.

## Géographie
La région occupe le centre de l'île de Malte et est limitrophe des régions Nord, Sud et Sud-Est.

## Conseils locaux
La région centrale regroupe treize conseil locaux : Attard, Balzan, Birkirkara, Gżira, Iklin, Lija, Msida, Pietà, San Ġiljan, San Ġwann, Santa Venera, Sliema et Ta' Xbiex.

## Politique
La région est administrée par un comité régional de douze membres.